# Словенско насељавање источних Алпа
Сеоба Словена на простор источних Алпа одвијала се у периоду од 6. до 8. века и представљала је један од два главна правца сеоба Словена који су се кретали из средње Европе ка средњем Подунављу и на Балканско полуострво.

## Историја
Словенске сеобе почеле су у каснијој фази Велике сеобе. У алпско-панонском региону, словенске миграције су заправо следиле за германским. Тако су Лангобарди 568. године напустили Панонију и упутили се у Северну Италију кроз планинске превоје Источних Алпа. Стари Словени су у савезу са Аварима одмах заузели целу Панонију и кренули у даље напредовање. Године 588. Словени су се појавили у горњем току реке Саве, где су наишли на баварске интересе под вођством краља Тасила I. Упркос отпору Германа, Словени су 591. године заузели горњи слив реке Драве. После 600. године, Хорутански Словени су населили цео савремени Крас, као и све планинске долине. Пред њима се отвара Фурланска низија, компактно насељена романизованим становништвом укљученим у Ломбардско краљевство. Даљи покушаји да Словени напредују дубље у Италију се настављају, али они наилазе на жесток отпор малобројних, али изузетно агресивних Лангобарда, предвођених Фердулфом. Крај словенске колонизације саме Италије обележила је битка код Лауријане 720. године, када је фурлански лангобардски војвода Пемо потпуно поразио словенску војску. Тако је у Источним Алпима завршила своје формирање словенско-римска језичка граница, која је углавном опстала до данас, иако су области компактног, укључујући и мешовитог, боравка Словена и Римљана дуго остајале са обе стране границе (Истра, Далмација). Занимљиво је да је новопридошло германско становништво Италије током времена претрпело романизацију, док се у исто време и аутохтоно романско становништво Источних Алпа славизује, о чему сведоче топонимија и археолошка истраживања.

## Адаптација
Настанивши се у источноалпском региону, Словени су у великој мери апсорбовали претходно романизовано становништво некадашњег римског Норика који је тамо живео. У почетној фази, пагански Словени су поробили романско становништво, о чему сведочи стари словенски термин за робове — „крштени” (словенски кршченик), пошто је испрва хришћанство исповедало претежно романско становништво. Део романског становништва покушавао је да се сакрије од Словена у утврђењима на врховима брда, на пример, у тврђави Аидна у планинском венцу Караванки или у тврђави Рифник код савременог Цеља. Недавна археолошка истраживања су показала да су се чак и неки релативно небрањени градови дуго бранили од освајача. Неки од првобитног становништва једноставно су се преселили у унутрашњост Италије или се постепено селили у градове и острва дуж јадранске обале (савремени Новиград), где су лакше одржавали урбану романичку културу и везе са Италијом. Али временом су и сами Словени, као и Германи, прихватили хришћанство од романских народа у региону. Стога је врло брзо етнички одређено ропство изгубило на актуелности. Као и Германи, Словени су романизоване народе називали термином Власи, Влахи или Лахи. О томе сведоче сачувани топоними у савременој Словенији: Лашко, Лашки ровт, Лаховче итд. Речна топонимија Словеније, посебно називи Сава, Драва, Соча, као и назив Крањска, такође је био усвојени од остатака романског становништва. Словенска инвазија на Балкан прекинула је комуникацију између Цариграда и Јадрана и ослабила положај грчке културе у западном Средоземљу. Стога су алпски Словени, за разлику од балканских, углавном били укључени у западноевропски систем вредности, усвајајући латинично писмо и католицизам како су се развијали у модерне нације.